# Новопсковський заказник
Новопсковський — один з об'єктів природно-заповідного фонду Луганської області, лісовий заказник місцевого значення.

## Розташування
Заказник розташований в Новопсковському районі на захід від селища міського типу Новопсков, в околицях сіл Закотне, Осинове, Макартетине, в межах Новопсковського лісництва державного підприємства «Старобільське лісомисливське господарство». Координати: 49° 42' 25" північної широти, 38° 58' 13" східної довготи.

## Історія
Лісовий заказник місцевого значення «Новопсковський» оголошено рішенням виконкому Луганської обласної ради народних депутатів № 92 від 24 березня 1992 р.

## Загальна характеристика
Загальна площа заказника — 1 186,0 га. На його території розташовані типові для південних відрогів Середньоруської височини байрачні ліси з характерним для них рослинно-тваринним комплексом, що потребує охорони.

## Склад
Заказник включає п'ятнадцять лісових урочищ:
1. Логиново,
2. Огидне-1,
3. Огидне-2,
4. Південне Плоське,
5. Брянківський ліс,
6. Плоскенький,
7. Гончарівський ліс,
8. Попово,
9. Табунчики,
10. Мала Тавежна Стінка,
11. Велика Тавежна Стінка,
12. Тавежний ліс,
13. Довге,
14. Поповий ліс,
15. Сосна Заайдарівка.

Байрачні ліси мають порослеве походження, зімкненість крон становить 0,7-0,8, вік від 70-90 років, бонітет — 3-4.

## Ландшафтний склад
Степи — 40%,

умовно-природні ліси — 50%,

штучні ліси — 28%,

водойми — 0%,

орні землі — 18%,

населені пункти — 0%.

## Рослинний світ

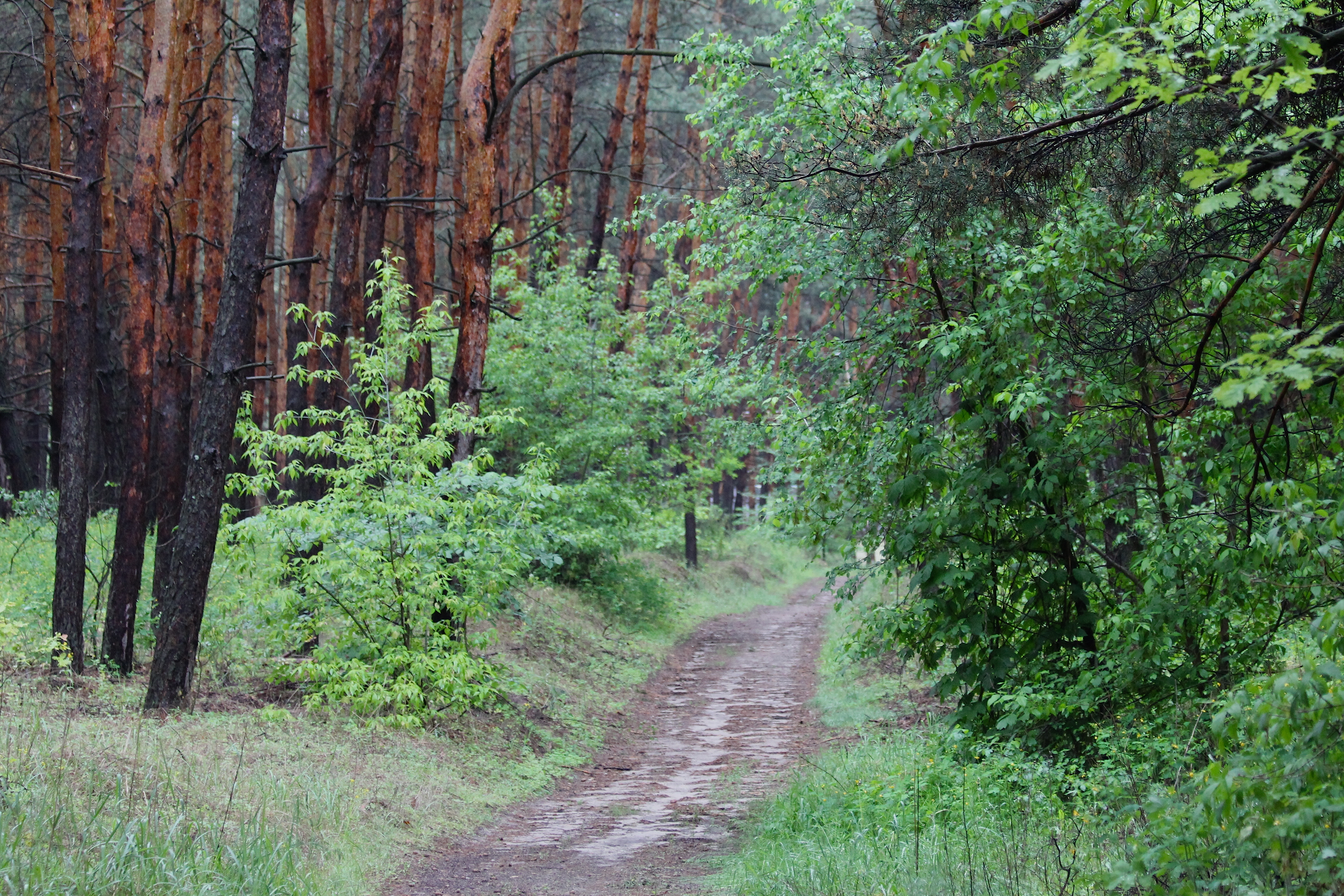
У заказнику

В заказнику домінують насадження дуба звичайного. До нього домішуються ясен високий, груша звичайна. Підлісок складається з клена татарського, бруслин бородавчастої і європейської, жостіра проносного, свидини кров'яно-червоної, шипшини повстистої, гліда обманливого.
В асоціаціях зростають зірочник лісовий, конвалія травнева, яглиця звичайна, кірказон звичайний, перлівка ряба, гравілат міський, шоломниця висока, горошок горіхоподібний, фіалка шершава, ластовень виткий, звіробій шорсткий, грястиця збірна, розхідник шорсткий, маруна щиткова, чина весняна, медунка темна, копитняк європейський, підмаренник пухнастоногий, латук стріловидний, вероніка лікарська, в'язіль барвистий, регнерія собача та інші неморальні субсередземноморські та неморальні балтійські види.
У лісових угрупованнях заказника зростає рідкісна в Україні реліктова рослина із родини бобових — астрагал солодколистовидний, основним ареалом якого є Середземномор'я та Кримський півострів. Тут він приурочений до асоціацій дібров татарськокленових зірочникових, кореневищноосокових, конвалієвих, яглицевих і хвиливникових, пов'язаних зі схилами північних експозицій і днищами балок. Наявність астрагалу солодколистовидного в лісах заказника вказує на їх генетичний зв'язок з лісами гірської частини Криму.

## Тваринний світ
Фауна заказника представлена цінними мисливськими видами, серед яких: заєць-русак, лисиця звичайна, сарна європейська, свиня дика, зрідка заходить лось.